# اودا آمبالا
اودا آمبالا (به لاتین: Uda Ambala) یک منطقهٔ مسکونی در سری‌لانکا است که در استان جنوبی (سری‌لانکا) واقع شده‌است.